# جولي باول
جولي باول (بالإنجليزية: Julie Powell)‏ (20 أبريل 1973 - 26 أكتوبر 2022)، هي كاتِبة أمريكية، ولدت في 20 أبريل 1973 في أوستن في الولايات المتحدة.

## وصلات خارجية
- جولي باول على موقع IMDb (الإنجليزية)
- جولي باول على موقع قاعدة بيانات الفيلم (الإنجليزية)